# Princípio (1930)

Princípio: Publicação de Cultura e Política publicou-se por pouco tempo (4 escassos números) entre maio e julho de 1930, com sede no Porto. Foi dirigido por Álvaro Ribeiro que se fez acompanhar de vários intelectuais: Adolfo Casais Monteiro e Maia Pinto; Agostinho da Silva, José  Marinho, Delfim Santos, e João Gaspar Simões, e na ilustração do cabeçalho, Ventura Porfírio. Assumem-se como defensores da democracia, com objetivos no campo cultural mas também no domínio da política e apresentam uma  vocação universalista (por oposição à nacionalista) construtiva e compreensiva, que se compromete a pautar por valores de verdade e de justiça.